# Diederik Sonoy

Portrettekening door Crispijn van de Passe de Oude

Diederik Sonoy, ook Diederik Snoey of Diederick van Sonoy (Kalkar (hertogdom Kleef), 1529 – Pieterburen, 2 juni 1597) was een geuzenleider. 

## Leven
Hij was een zoon van Lambrecht Snoy (1485-1529), beleend met het goed Sniddelaar te Leusden, en van Emerantiana Pauw van Darthuizen (1510-1550). Als edelman diende Diederik Sonoy onder de Habsburgse landheren Karel V en Filips II. Terwijl zijn oudere broer Josse de katholieke zaak diende, koos Diederik voor het calvinisme en de opstand. In 1566 was hij een van de ondertekenaars van het Smeekschrift der Edelen aan de landvoogdes Margaretha van Parma.
In april 1568 had Willem van Oranje zich in betrekking gesteld met de watergeuzen en aan Sonoy en anderen commissie verstrekt. Aan de Eemsmonding en op de kust moesten zij de onderneming van graaf Lodewijk van Nassau steunen. Dit liep uit op de Zeeslag op de Eems.
In 1572 werd Sonoy stadhouder van onder meer Enkhuizen en nog datzelfde jaar benoemde Willem van Oranje hem tot gouverneur van het Noorderkwartier (1572-1588). Een jaar later zetten de geuzen onder leiding van Sonoy door inundatie de omgeving van Alkmaar onder water waardoor het Spaanse beleg van Alkmaar mislukte. Kort daarna verloren de Spanjaarden ook nog eens de Slag op de Zuiderzee.
In diezelfde periode voerde Sonoy een schrikbewind ten opzichte van katholieken waarbij hij verantwoordelijk was voor de dood van onder andere de martelaren van Alkmaar en de martelaren van Ransdorp.

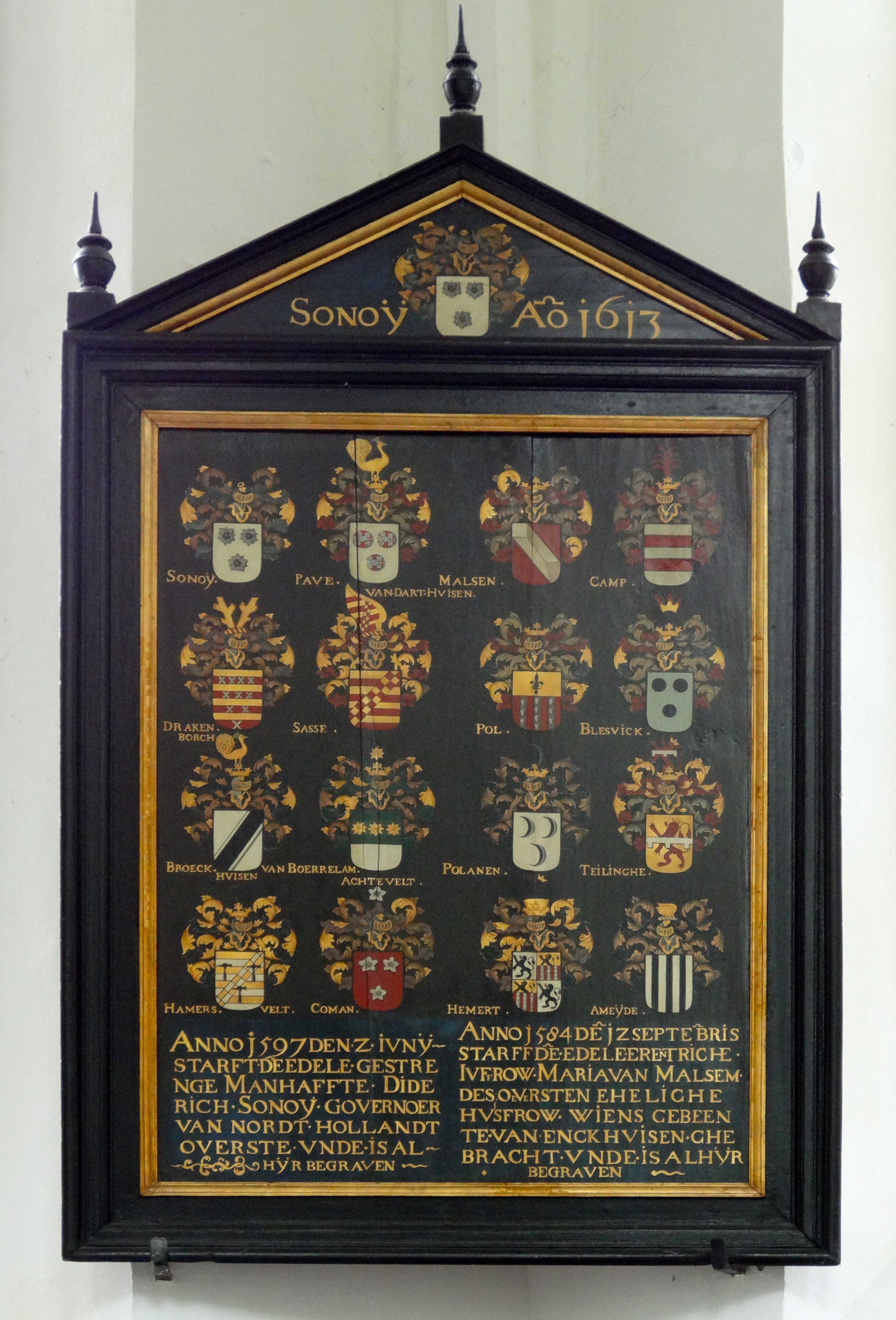
Rouwbord Sonoy in de Petruskerk van Pieterburen

Sonoy verbond zich met de Engelse protector Robert Dudley, graaf van Leicester. Nadat deze in 1587 de Nederlanden gedwongen had verlaten, bleef Sonoy zich verzetten tegen de Staten van Holland. Na het Beleg van Medemblik door het leger van prins Maurits ging Medemblik bij verdrag op 29 april 1588 over aan de Staten en raakte Sonoy zijn macht kwijt.
Vanwege eerdere verdiensten en na bemiddeling door koningin Elizabeth I van Engeland kreeg hij een jaarlijks pensioen van 1000 pond van de Staten van Holland.
Uit zijn huwelijk met Maria van Malsen had hij een dochter genaamd Emmerantia. Later hertrouwde Sonoy met jonkvrouwe Johanna de Mepsche en in 1594 trokken ze in bij Emmerantia die sinds 1582 getrouwd was met Luurt of Luiert Manninga, heer van Dijksterhuis.
Drie jaar later stierf Diederik Sonoy op de borg Dijksterhuis nabij Pieterburen. Hij werd begraven in de Petruskerk van Pieterburen. Willem Lodewijk van Nassau-Dillenburg woonde de begrafenis bij. Na Sonoys dood werd het stoffelijk overschot van zijn vrouw naar de kerk overgebracht. In de kerk bevindt zich een rouwbord met het jaartal 1613.

## Straatnamen
Er is een (Dirk) Sonoystraat in onder andere Amsterdam, Arnhem, Den Haag, Rotterdam, Utrecht en Medemblik, alsmede in Bourtange dat Sonoy in 1580 in opdracht van Willem van Oranje liet aanleggen. Ook Zaandam kent een Diederik Sonoyweg. In Alkmaar is er het Hof van Sonoy.
Toen in 1909 de Sonoystraat in het Geuzen- en Statenkwartier in Den Haag werd aangelegd, was er veel protest tegen de vernoeming van de geuzenleiders Sonoy en Lumey, vooral van katholieke raadsleden. De raadsleden vroegen een andere straat te vernoemen naar Cornelis Musius, een priester die in 1572 door de geuzen werd vermoord, maar dit voorstel werd vooral door calvinisten afgewezen.